# Michael Stemmle
Michael Stemmle (1967) è un autore di videogiochi e designer statunitense.

## Biografia
Dopo essersi laureato alla Stanford University, Stemmle fu assunto alla LucasArts, dove cominciò a lavorare alle avventure grafiche. Lavorò dapprima come collaboratore per la grafica di The Secret of Monkey Island, poi come programmatore su Indiana Jones and the Fate of Atlantis, di cui curò la versione per Amiga insieme a Sean Clark. Proprio insieme a Clark darà vita al suo successivo progetto, Sam & Max Hit the Road (1993), videogioco basato sulle strisce fumettistiche di Sam & Max, ideate da Steve Purcell: Stemmle e Clark si occuparono della direzione del progetto e della programmazione, oltre che della stesura della sceneggiatura insieme a Purcell e Collette Michaud.
Dopo il successo del gioco, nel 1996 Stemmle si dedicò allo sviluppo di Afterlife, un gioco gestionale di simulazione divina prodotto ancora una volta dalla LucasArts. Dopo la tiepida accoglienza di questo progetto, Stemmle tornò alle avventure grafiche, di nuovo in coppia con Clark: nel 2000 viene così pubblicato Fuga da Monkey Island, quarto episodio della saga di Monkey Island, che vede Stemmle e Clark come direttori del progetto, programmatori e autori della sceneggiatura. Due anni dopo Stemmle si occupa dei dialoghi dello sparatutto Star Wars Jedi Knight II: Jedi Outcast, per poi dedicarsi ancora alla saga di Sam & Max. Il nuovo episodio della serie, intitolato Sam & Max Freelance Police, era previsto per il 2004, ma è stato cancellato in corso di sviluppo dalla LucasArts.
In seguito alla sospensione del progetto, Stemmle decise di lasciare la casa californiana. Nel 2005 entrò a far parte della Perpetual Entertrainment, software house impegnato sullo sviluppo del MMORPG Star Trek Online; tuttavia anche questo gioco fu cancellato prima di vedere la luce, a causa dei problemi finanziari dello sviluppatore, che fallì di lì a poco. Attualmente ha trovato impiego presso la Telltale Games; ha lavorato dapprima a Strong Bad's Cool Game for Attractive People, e successivamente alla serie episodica Tales of Monkey Island, di cui sta curando design e sceneggiatura.

## Videogiochi
- Indiana Jones and the Fate of Atlantis (1992)
- Sam & Max Hit the Road (1993)
- Afterlife (1996)
- Fuga da Monkey Island (2000)
- Star Wars Jedi Knight II: Jedi Outcast (2002)
- Sam & Max Freelance Police (cancellato) (2004)
- Star Wars: Battlefront II (2005)
- Star Trek Online (cancellato) (2007)
- Strong Bad's Cool Game for Attractive People (2008)
- Tales of Monkey Island (2009)
- Sam & Max: The Devil's Playhouse (2010)
- Back to the Future: The Game (2011)
- Poker Night 2 (2013)